# Heterolocha aristonaria
Heterolocha aristonaria är en fjärilsart som beskrevs av Walker 1860. Heterolocha aristonaria ingår i släktet Heterolocha och familjen mätare. Inga underarter finns listade i Catalogue of Life.